# کلیسای نوتردام موزون
کلیسای بانوی ما یک کلیسای قدیمی است که در صومعه موزون، در آردن فرانسه واقع شده‌است. در طول انقلاب فرانسه، ساختمان توسط شهرداری حفظ شد، با وجود انحلال صومعه، ساختمان تبدیل به کلیسای محلی شد. شهر موزون دارای چندین کلیسا است که با اسقف نشین ریمز در ارتباط هستند.